# Championnat d'Ouganda de football 1995
Navigation
Édition précédente Édition suivante
La saison 1995 du Championnat d'Ouganda de football est la vingt-sixième édition du championnat de première division ougandais. Les équipes engagées sont regroupées au sein d'une poule unique où elles affrontent deux fois leurs adversaires, à domicile et à l'extérieur. En fin de saison, les trois derniers du classement sont relégués et remplacés par les cinq meilleurs clubs de deuxième division.
C'est le club d'Express FC qui remporte la compétition cette saison après avoir terminé en tête du classement, avec treize points d'avance sur Uganda Electricity Board et vingt-deux sur le tenant du titre, le Villa SC. C'est le quatrième titre de champion d'Ouganda de l'histoire du club, qui réussit même le doublé en s'imposant en finale de la Coupe d'Ouganda face au Posta FC.

## Participants
- Dairy Corp
- State House FC
- Villa SC
- Kampala City Council
- Nsambya Old Timers FC
- Uganda Electricity Board
- Express FC
- Coffee SC
- SCOUL FC
- Entebbe Works FC
- Miracle FC
- Villa International FC - Promu de D2
- Posta FC - Promu de D2
- Mbale Heroes FC - Promu de D2
- Nile Breweries FC

## Compétition

### Classement
Le classement est établi sur le barème de points classique : victoire à 3 points, match nul à 1, défaite à 0.
| Rang | Équipe                   | Pts | J  | G  | N  | P  | Bp | Bc | Diff |
| ---- | ------------------------ | --- | -- | -- | -- | -- | -- | -- | ---- |
| 1    | Express FCC              | 74  | 28 | 24 | 2  | 2  | 73 | 16 | +57  |
| 2    | Uganda Electricity Board | 61  | 28 | 18 | 7  | 3  | 52 | 20 | +32  |
| 3    | Villa SCT                | 52  | 28 | 15 | 7  | 6  | 41 | 19 | +22  |
| 4    | Entebbe Works FC         | 43  | 28 | 10 | 13 | 5  | 30 | 23 | +7   |
| 5    | Nile Breweries FC        | 39  | 28 | 10 | 9  | 9  | 37 | 35 | +2   |
| 6    | Kampala City Council     | 36  | 28 | 7  | 15 | 6  | 21 | 23 | -2   |
| 7    | Mbale Heroes FCP         | 34  | 28 | 9  | 7  | 12 | 30 | 48 | -18  |
| 8    | SCOUL FC                 | 32  | 28 | 7  | 11 | 10 | 28 | 29 | -1   |
| 9    | State House FC           | 31  | 28 | 8  | 7  | 13 | 32 | 31 | +1   |
| 10   | Dairy Corp               | 31  | 28 | 7  | 10 | 11 | 35 | 40 | -5   |
| 11   | Posta FCP                | 31  | 28 | 8  | 7  | 13 | 34 | 54 | -20  |
| 12   | Coffee SC                | 30  | 28 | 7  | 9  | 12 | 23 | 31 | -8   |
| 13   | Miracle FC               | 29  | 28 | 7  | 8  | 13 | 33 | 41 | -8   |
| 14   | Villa International FCP  | 28  | 28 | 6  | 10 | 12 | 35 | 57 | -22  |
| 15   | Nsambya Old Timers FC    | 14  | 28 | 2  | 8  | 18 | 11 | 48 | -37  |

|  | Qualification pour la Coupe des clubs champions africains 1996 et la Coupe CECAFA des clubs 1996 |
|  | Qualification pour la Coupe des Coupes 1996                                                      |
|  | Qualification pour la Coupe de la CAF 1996                                                       |
|  | Relégation en deuxième division                                                                  |
|  | T : Tenant du titre C : Vainqueur de la Coupe d'Ouganda P : Promu de D2                          |

## Bilan de la saison
| Championnat d'Ouganda de football 1995                             |                          |
| Champion                                                           | Express FC (4e titre)    |
| Coupes et trophées                                                 |                          |
| Vainqueur de la Coupe d'Ouganda 1995                               | Express FC               |
| Qualifications continentales                                       |                          |
| Coupe des clubs champions africains 1996                           | Express FC               |
| Coupe d'Afrique des vainqueurs de coupe de football 1996           | Posta FC                 |
| Coupe de la CAF 1996                                               | Uganda Electricity Board |
| Coupe CECAFA des clubs 1996                                        | Express FC               |
| Promotions et relégations                                          |                          |
| Promus en Championnat d'Ouganda de football                        | Bushenyi United          |
| Promus en Championnat d'Ouganda de football                        | Arua Municipal Council   |
| Promus en Championnat d'Ouganda de football                        | Simba FC                 |
| Promus en Championnat d'Ouganda de football                        | Iganga Town Council      |
| Promus en Championnat d'Ouganda de football                        | Police FC                |
| Relégués en Championnat d'Ouganda de football de deuxième division | Miracle FC               |
| Relégués en Championnat d'Ouganda de football de deuxième division | Villa International FC   |
| Relégués en Championnat d'Ouganda de football de deuxième division | Nsambya Old Timers FC    |